# 선거일 (영국)
선거일(Election Day)은 영국에서는 관례적으로 목요일이다. 영국의 투표소는 7시에 열리고 22시에 닫는다.

## 총선거
이 전통은 몇 가지 상황에서 비롯된 것이라고 제안된다. 금요일에 지급되는 급여는 금요일과 주말에 더 많은 취객 유권자를 낳을 수 있고, 일요일 설교의 영향을 줄이기 위해 가능한 한 일요일로부터 멀리 선거를 치르고, 많은 마을에서 목요일에 시장이 열려 지역 주민들이 그날 마을로 이동할 것이기 때문이라는 것이다.
2011년 고정임기 의회법 이전과 그 이후로, 영국 총선은 당시의 영국 총리의 조언에 따라 영국의 군주가 영국 의회를 해산시킨 후 치러진다. 따라서 총리는 선거 날짜를 선택할 권한이 있다. 목요일은 1930년대 이후 선거를 치르는 관습적인 요일이 되었다. 수평파는 1647년 인민협정에서 매년 3월 둘째 목요일에 선거를 실시할 것을 제안했다.
2011년부터 2022년까지 고정임기 의회법에 따라 모든 차기 총선은 특별한 상황이 없는 한 5년마다 5월 첫째 목요일로 자동 설정되었다. 2015년 영국 총선 단 한 번 이러한 선거가 치러졌다. 조기 선거를 소집하기 위해서는 정부에 대한 불신임 투표 (단순 과반수 필요) 또는 조기 선거 찬성 투표 (하원 3분의 2 과반수 필요)가 필요했다. 이러한 방식을 통해 치러진 선거는 2017년 영국 총선 한 번 뿐이었다.
역사적으로 선거는 1918년까지 4주 동안 치러졌다. 당시 선거일은 다음과 같았다.
| 1918년 12월 14일 | – | 토요일 |
| 1922년 11월 15일 | – | 수요일 |
| 1923년 12월 6일  | – | 목요일 |
| 1924년 10월 29일 | – | 수요일 |
| 1929년 5월 30일  | – | 목요일 |
| 1931년 10월 27일 | – | 화요일 |

그리고 그 이후로 선거는 목요일에 치러졌다.
| 1935년 11월 14일 | 1970년 6월 18일  | 2001년 6월 7일   |
| 1945년 7월 5일   | 1974년 2월 28일  | 2005년 5월 5일   |
| 1950년 2월 23일  | 1974년 10월 10일 | 2010년 5월 6일   |
| 1951년 10월 25일 | 1979년 5월 3일   | 2015년 5월 7일   |
| 1955년 5월 26일  | 1983년 6월 9일   | 2017년 6월 8일   |
| 1959년 10월 8일  | 1987년 6월 11일  | 2019년 12월 12일 |
| 1964년 10월 15일 | 1992년 4월 9일   | 2024년 7월 4일   |
| 1966년 3월 31일  | 1997년 5월 1일   |                  |

## 기타 선거
잉글랜드와 웨일스의 지방 선거는 법률에 따라 5월 첫째 목요일에 치러진다. 최근 몇 년 동안 변경된 사례가 있는데, 2001년에는 2001년 영국 구제역 파동이 처리되는 동안 연기되었고 2020년에는 영국의 코로나19 범유행으로 인해 1년 연기되었다. 2004년, 2009년, 2014년 지방 선거는 유럽 의회 선거와 동시에 치러지도록 연기되었다. 하지만 2019년에는 선거가 분리되었다. 모든 경우에 선거는 목요일에 치러졌다.
보궐선거와 다른 영국 선거도 전통적으로 목요일에 치러지지만, 다른 요일에도 치러질 수 있다. 특히 공휴일과 겹칠 경우 그렇다. 목요일이 아닌 마지막 의회 보궐선거는 1978년 5월 31일에 열린 1978년 해밀턴 보궐선거였다. 이것은 사무관이 1978년 FIFA 월드컵 개막전과의 충돌을 피하기 위해 수요일에 치러졌다. 현재도 의회 보궐선거는 가끔 목요일이 아닌 다른 요일에 치러진다.
1997년부터 2015년까지 총선은 매년 예정된 지방 정부 선거와 같은 날에 치러졌다. 그러나 2017년에는 지방 선거가 5월 4일에, 총선은 6월 8일에 치러지면서 이러한 방식이 끝났다.

## 같이 보기
- 선거일 - 다른 대부분의 유럽 국가에서는 일요일에 선거를 치른다.